# Andrea Volpini
Andrea Volpini (Empoli, 6 giugno 1978) è un nuotatore italiano.

## Carriera
La sua prima squadra è stata l'Associazione Nuoto Certaldo al fianco di Simone Ercoli, proseguendo la carriera in vasca con l'Etruria Nuoto nelle gare più lunghe dello stile libero, ma con migliore successo nelle gare di fondo. Già nel 2002 ha vinto il suo primo titolo italiano nel granfondo meritandosi la convocazione per i mondiali di fondo di Sharm El Sheikh dove con Simone Menoni e Laura La Piana è arrivato quarto nella 25 km a squadre. Ha vinto i campionati italiani nei 25 km anche nel 2004, anno in cui ha partecipato sia agli europei che ai mondiali di fondo, e nel 2005.
L'anno dopo ai campionati europei di Budapest di luglio è arrivato quarto nella 25 km, piazzamento che ha poi ripetuto ai campionati del mondo di fondo di Napoli, preceduto di cinque secondi da Petar Stoychev nello sprint per il podio. Nel 2007 è stato convocato ai mondiali di Melbourne dove si è piazzato settimo nella 25 km; l'anno successivo ha ottenuto il suo successo più importante vincendo la medaglia d'oro ai campionati europei di nuoto di fondo nei 5 km di fondo a squadre nuotando con Luca Ferretti e Rachele Bruni.

## Palmarès
| Campionati del mondo           | ---               | 25 km individuale | 25 km a squadre                      |
| 2007 Melbourne Australia       | ---               | 7º 5h 24'10"62    | ---                                  |
| 2009 Roma Italia               | ---               | 12º 5h 36'37"9    | ---                                  |
| Mondiali in acque libere       | ---               | 25 km individuale | 25 km a squadre                      |
| 2002 Sharm el Sheikh Egitto    | ---               | 10º 5h 44'49      | 4º - 18h 23'26" frazione: 5h 44'49"  |
| 2004 Dubai Emirati Arabi Uniti | ---               | 13º 5h 23'48"4    | 6º - 16h57'31"0 frazione: 5h 23'48"4 |
| 2006 Napoli Italia             | ---               | 4º 5h 49'05"9     | ---                                  |
| 2008 Siviglia Spagna           | ---               | 13º 5h 09'58"5    | ---                                  |
| Campionati europei             | 10 km individuale | 25 km individuale | 5 km a squadre                       |
| 2004 Madrid Spagna             | ---               | 10º 4h 20'56"8    | ---                                  |
| 2006 Budapest Ungheria         | ---               | 4º 5h 10'22"5     | ---                                  |
| 2008 Ragusa Croazia            | 11º 1h 53'22"0    | ---               | Oro 56'17"5                          |

### Altri risultati
- Coppa LEN
  - 2002, Aix-les-Bains: 3º posto
  - 2005, Bracciano: 3º posto nei 5 km
- Fina WC
  - 2004 - Haikou: 3º posto nei 25 km
  - 2011 - Roberval: 1º posto nei 10 km
- Fina Grand Prix
  - 2008 - La Patagones: 2º posto nei 15 km
- Grand Prix maratone acquatiche
  - 2012 - Cancún: 11º posto[2]
  - 2012 - Ciudad del Rosario: 5º posto[3]
- Rio Corondo (57 km)
  - 2012: 6º posto
- Capri - Napoli
  - 2011: 2º posto
  - 2012: 3º posto[4]
- Traversata dello Stretto di Messina
  - 2009: 1º posto[5]
- Cagliari - Poetto
  - 2010: 2º posto nella Gran Fondo 16 km
  - 2010: 1º posto nei 7,5 km[6]
  - 2010: 1º posto nei 3,8 km
  - 2011: 2º posto nella Gran Fondo 17,5 km
  - 2011: 1º posto nei 7,5 km
  - 2011: 1º posto nei 4,2 km
  - 2011: 1º posto nella classifica combinata[7]
- Hernandarias - Paranà
  - 2011:1º posto
- Trofeo Costa Maremmana
  - 2011: 2º posto nella 5 km
- Gran Premio di Caldonazzo
  - 2011: 1º posto nel mezzo fondo 4 km[8]

### Campionati italiani
3 titoli individuali, così ripartiti:
- 3 nei 25 km di fondo

| Anno | Edizione | st.libero 4×200 m |
| ---- | -------- | ----------------- |
| 2000 | Estivi   | 3                 |

edizioni in acque libere
| Anno | Edizione | fondo 5 km | fondo 5 km cr. | fondo 10 km | fondo 25 km |
| ---- | -------- | ---------- | -------------- | ----------- | ----------- |
| 2002 | Fondo    | 3          | -              | -           | 1           |
| 2003 | Fondo    | -          | -              | -           | 2           |
| 2004 | Fondo    | 3          | -              | -           | 1           |
| 2005 | Fondo    | -          | -              | -           | 1           |
| 2006 | Fondo    | -          | -              | -           | 2           |
| 2008 | Fondo    | -          | 3              | 3           | -           |
| 2009 | Fondo    | 2          | -              | -           | 3           |